# Alois Weinzierl
Alois Weinzierl (* 12. Juli 1879 in Wallersdorf; † 4. Februar 1959 in Stephansposching) war ein deutscher Politiker der BVP und der CSU.

## Leben
Weinzierl erlernte das Bäckerhandwerk und übte diesen Beruf in verschiedenen Städten Deutschlands sowie für ein Jahr in Paris aus. Später übernahm er eine selbstständige Bäckerei mit Landwirtschaft in Stephansposching. Zu dieser Zeit engagierte er sich auch in der Christlichen Gewerkschaft. Später wechselte er in die Verwaltung und legte 1919 die Prüfung für den mittleren Gemeinde- und Staatsbeamtendienst ab. 1932 weilte er für einige Monate in Nordamerika.

## Politik
Von 1920 bis 1924 gehörte Weinzierl dem Bayerischen Bauernbund an, danach von 1925 bis 1933 der Bayerischen Volkspartei. Seine politische Tätigkeit begann aber schon früher, so wurde er 1908 Bürgermeister und Gemeindeschreiber in Stephansposching. Von 1918 bis 1919 gehörte er dem Provisorischen Nationalrat als Vertreter des Parlamentarischen Bauernrats an. Daneben war er erster Vorsitzender des Verbandes der Landgemeinden Bayerns und zweiter Präsident des niederbayerischen Kreistages. 1933 wurde er aller Ämter enthoben und für sechs Tage in Haft genommen.
Nach dem Krieg kehrte er in die Politik zurück: 1946 gehörte er zunächst der Verfassunggebenden Landesversammlung an und wurde später in den ersten Bayerischen Landtag nach dem Krieg gewählt, dem er eine Wahlperiode lang bis 1950 angehörte. Von 1946 bis 1948 war er Landrat des Landkreises Deggendorf.